# Borgosesia
Borgosesia är en ort och kommun i provinsen Vercelli i regionen Piemonte, Italien. Kommunen hade 12 571 invånare (2018).